# Тепла (притока Сіверського Дінця)
Тепла — річка в Луганській області, ліва притока Сіверського Дінця. Довжина річки 32 км, площа водозбірного басейну 351 км², ухил 2,3 м/км.
Витік річки розташований неподалік селища Розквіт. Напрямок річки здебільшого південно-західний. Русло місцями сильно звивисте. Річка протікає через села Крепи, Верхній Мінченок, Нижній Мінченок, Тепле, Середньотепле, Нижньотепле. До річки впадає багато струмків та балок, найбільші з яких:
- Балка Козача
- Балка Колодна
- Балка Плотинна
- та інші водотоки, які пересихають.